# Telegrafía sin hilos

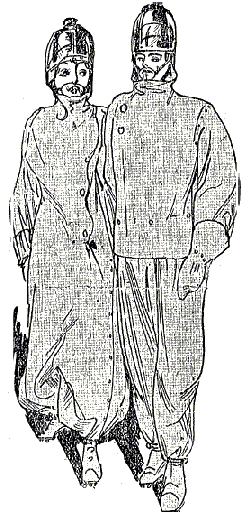
Traje diseñado para aislar a las personas contra los efectos de las ondas telegráficas inalámbricas.

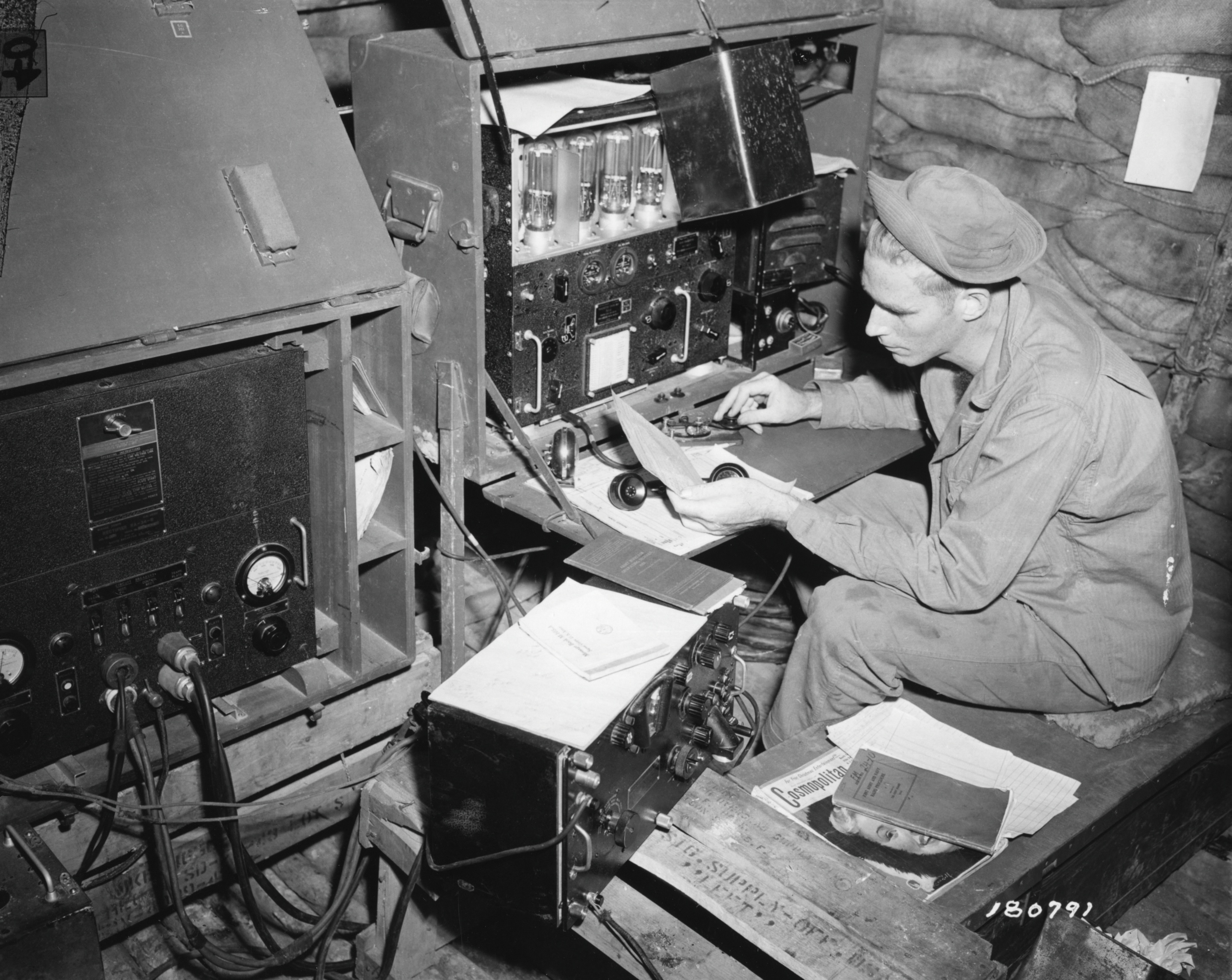
Un radiooperador del Signal Corps en 1943, en Nueva Guinea, transmitiendo mediante radiotelegrafía.

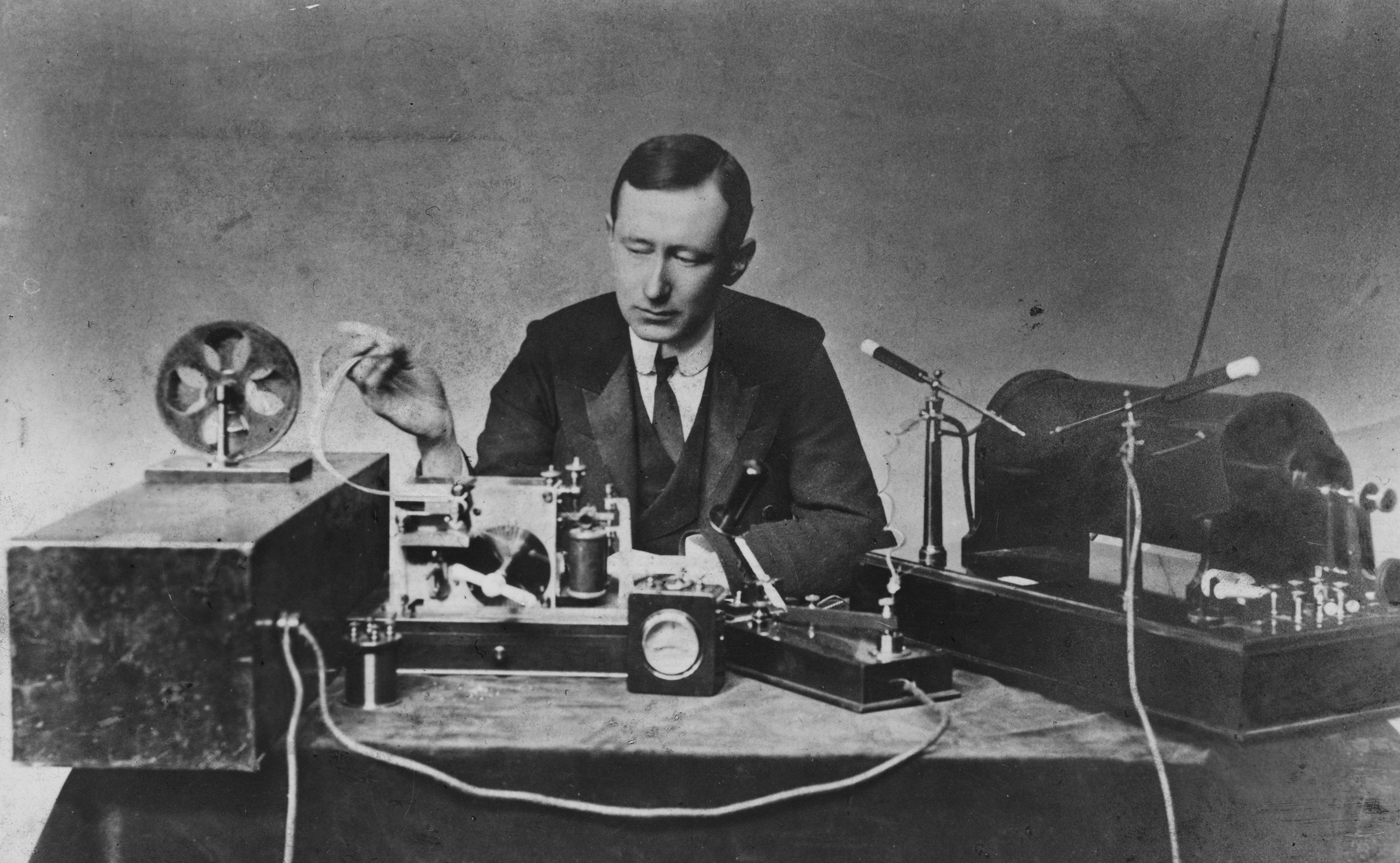
Guillermo Marconi, el padre de la telegrafía sin hilos, con uno de los primeros transmisores inalámbricos (derecha) y receptores (izquierda); fecha de la foto: 1901.

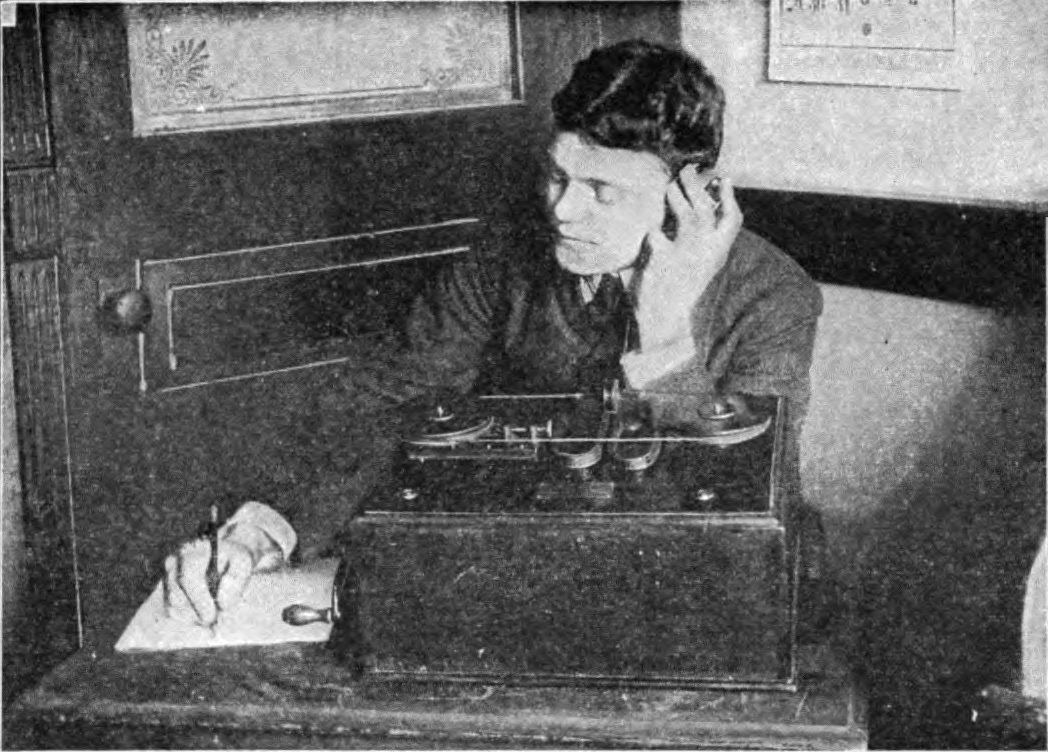
Un radio operador recibe un mensaje radiotelegráfico usando un detector magnético Marconi basado en ondas de radio (c.1903).

La telegrafía sin hilos es la transmisión de señales de telegrafía eléctrica sin cables (comunicación inalámbrica). El término, actualmente, se utiliza para designar a los primeros sistemas de telegrafía "radial" que se comunicaban a través de ondas de radio, y aunque el término se originó en el siglo XIX, también fue utilizado para varias técnicas experimentales de comunicación por telégrafo sin hilos, tales como la telegrafía fotoeléctrica y la inductiva.

## Historia
El primer radiotransmisor y radioreceptor práctico fue inventado en 1894 por Guillermo Marconi, que usaba telegrafía "radial". La telegrafía sin hilos fue el único tipo de transmisión radial durante las tres primeras décadas de la radio, llamados estos años la "era de telegrafía inalámbrica", hasta la Primera Guerra Mundial, cuando el desarrollo de la amplitud modulada (AM) y la radiotelefonía permitía que el sonido pudiese transmitirse por radio. En radiotelegrafía la información se transmite por pulsos de ondas radiales de dos tipos de largura llamadas "puntos" y "rayas", las cuales se traducen en mensajes textuales, como son el código morse. En un sistema manual, el operador pulsa un interruptor conocido como "llave de telégrafo" que permite encender y apagar el transmisor produciendo pulsaciones de ondas radiales. Las pulsadas son recibidas en el speaker del receptor como pitidos, los cuales son traducidos a texto por un operador que conozca el código Morse.
Antes de 1910, cuando la radio era ya dominante, el término telegrafía sin hilos se utilizaba para referirse a otras tecnologías experimentales que permitían transmitir señales telegráficas sin cables, como la inducción electromagnética y los sistemas de conducción terrestre de sistemas telegráficos.
La radiotelegrafía se utilizaba para la comunicación interpersonal a larga distancia por razones comerciales, diplomáticas y militares durante la primera mitad del siglo XX. Se convirtió en una herramienta estratégicamente importante durante las guerras mundiales pues una nación carente de estaciones radiotelegráficas podía quedarse aislada del resto del mundo si el enemigo le llegaba a cortar los cables submarinos. 
Cuando comenzaron, alrededor de 1908, las estaciones radiotelegráficas podían enviar telegramas entre países con alrededor de 200 palabras por minuto. La radiotelegrafía se ha transmitido por diferentes métodos de modulación a lo largo de su historia. El primitivo "transmisor de chispa", usado hasta 1920, enviaba ondas amortiguadas, las cuales tenían un gran ancho de banda y tendían a interferir con otras transmisiones. Este tipo de emisión se prohibió en 1930.[cita requerida] Los transmisores de válvula termoiónica que volvieron a usarse después de 1920 transmitían códigos a través de pulsaciones de ondas portadoras sinusoides no moduladas llamadas ondas continuas (CW), lo cual sigue usándose hoy en día. Para hacer las transmisiones CW audibles, el receptor requiere un circuito llamado Beat Frequency Oscillator (BFO). Un tercer tipo de modulación, modulación por desplazamiento de frecuencia (FSK), se utilizaba únicamente por radioteletipos (RTTY). La radiotelegrafía en código morse fue progresivamente sustituida por las redes de radioteletipos en las aplicaciones de mayor volumen de la Segunda Guerra Mundial. Hoy en día está casi obsoleto, y los únicos usos que permanecen son la comunidad de opeardores de radio amateurs y algunos militares entrenados para usos de emergencia.

## Resumen

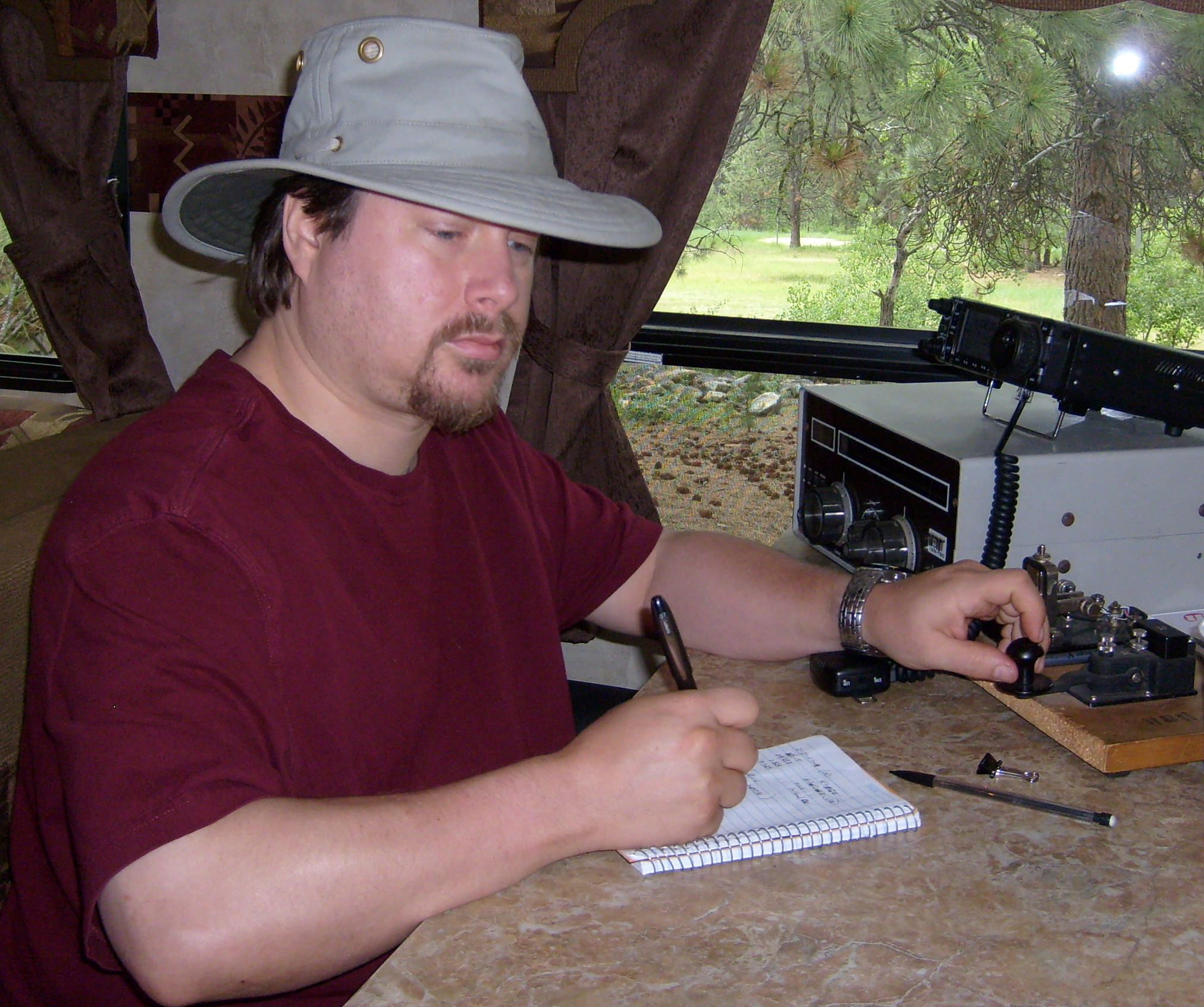
Operador de radio NW7US (Thomas) operando una estación de radio de código Morse (2014).

La telegrafía sin cable o radiotelegrafía (CW en inglés), es un método de radiocomunicación en el cual el operador que envía el mensaje pulsa un interruptor llamado «clave telegráfica» que enciende y apaga el transmisor de radio, produciendo pulsaciones de ondas portadoras sin modular de distintas duraciones llamadas «puntos» y «rayas», las cuales codifican caracteres textuales, normalmente en código morse. En la localización receptora el código es audible en el auricular del receptor de radio como una secuencia de pitidos, los cuales son traducidos a texto por un operador que conozca código morse. 
A pesar de que este tipo de comunicación ha sido sustituido en su mayoría por otros tipos de comunicación, sigue siendo usada por operadores de radio amateurs y para determinados servicios militares. Una estación costal de CW sigue existiendo en California, conducida principalmente como un museo para voluntarios desde donde se establece un contacto ocasional con embarcaciones. Los radio faros, particularmente en el servicio de aviación, también transmiten morse pero a velocidades muy lentas. La Comisión Federal de Comunicaciones estadounidense emite un anuncio radiotelegráfico de licencia operativa. Esto requiere pasar un test escrito sobre regulaciones, uno más complejo sobre tecnología y demostrar recepción morse con 20 palabras por minuto y 16 códigos grupales. La telegrafía sin hilos sigue usándose hoy día por Radioaficionados. 
La radiotelegrafía de onda continua (CW) se regula por la Unión Internacional de Telecomunicaciones (ITU) como emisiones de tipo A1A.

## Métodos sin radio
Los esfuerzos para transmitir señales telegráficas sin cables nacieron del éxito de las redes de telegrafía eléctrica, los primeros sistemas de telecomunicación. El desarrolló comenzó en la década de 1830, donde una línea telegráfica era un sistema de mensajes textuales interpersonales consistente de oficinas telegráficas unidas por un cable principal mantenido por un poste. Para mandar un mensaje, el operador en la oficina pulsaba un interruptor llamado "llave telegráfica", creando pulsaciones de corriente eléctrica que se convertían en mensajes en código morse. Cuando esta interruptor se pulsaba, conectaba una batería eléctrica a la línea telegráfica, enviando corriente alrededor del cable. En la oficina receptora las pulsaciones activaban un telégrafo, un aparato que haría un sonido de "click" cada vez que recibía una pulsación de la corriente. El operador de la oficina receptora que conocía código morse traducía los sonidos de "click" a mensaje escrito. La puesta a tierra se utilizaba como el medio principal de transmisión de corriente en el circuito telegráfico.
En los años 1860, el telégrafo era el medio estándar para enviar los más urgentes mensajes comerciales, diplomáticos y militares y las naciones industriales habían construido redes telegráficas alrededor del mundo con cables submarinos que permitían el envío de mensajes telegráficos. No obstante, instalar y mantener estaciones telegráficas conectadas era muy caro y los cables no podían acceder a ciertas localizaciones como barcos en el océano. Los inventores entonces se dieron cuenta de que si se encontrase una forma de enviar impulsos eléctricos de código morse entre puntos separados del mundo sin necesidad de un cable que los conectase las comunicaciones se revolucionarían.
La solución a este problema fue el descubrimiento de las ondas de radio en 1887 y el desarrollo de transmisores y receptores de radiotelegrafía alrededor de 1899, descritas en la siguiente sección. Sin embargo, este descubrimiento estaba precedido por 50 años de ingeniosos pero frustrados experimentos de inventores que consiguieron la telegrafía sin cables por otros medios.

### Conducción por tierra, agua y aire
Un gran número de esquemas de señal eléctrica inalámbrica basados en la idea de que las corrientes eléctricas podían conducirse a larga distancia por agua, tierra y aire se investigaron para la telegrafía antes de que sistemas de radio prácticos estuviesen disponibles.
Las líneas de telegrafía originales utilizaban dos cables entre dos estaciones para formar un circuito completo. En 1837, sin embargo, Karl August von Steinheil de Múnich, Alemania, descubrió que conectando una pata del aparato en cada estación con placas metálicas enterradas en el suelo podría eliminar un cable y utilizar un único cable para la comunicación telegráfica. Esto derivó en especulaciones de que podría llegar a ser posible eliminar ambos cables y transmitir señales telegráficas a través del suelo sin necesidad de cables conectando las estaciones. 
Otros intentos se hicieron intentando enviar la corriente eléctrica a través del agua. Los experimentos principales incluían el de Samuel Morse en Estados Unidos y James Bowman Lindsay en Reino Unido, quienes en agosto de 1854 fueron capaces de demostrar la posibilidad de trasmisión en una distancia de 500 yardas (457 metros).
Los inventores americanos William Henry Ward (1871) y Mahlon Loomis (1872) desarrollaron sistemas de conducción eléctrica basados en la desacertada creencia de que había un estado atmosférico electrificado accesible en una baja altitud. Pensaban que la corriente atmosférica, conectada con un camino de retorno utilizando "corrientes terrestres", serviría para la telegrafía sin cables y para dar energía al telégrafo.
Una demostración más práctica de la transmisión inalámbrica vía conducción vino con el teléfono eléctrico de Amos Dolbear en 1879, que utilizaba conducción de tierra para transmitir en una distancia de alrededor de un cuarto de milla.
En los años 1890 el inventor Nikola Tesla trabajó en la  transmisión inalámbrica de energía por suelo y aire, similar a la de Mahlon Loomis, quien había tratado de desarrollar la telegrafía sin cables. Los experimentos de Tesla le llevaron a concluir (erróneamente) que podría utilizar el globo terrestre para conducir energía eléctrica  y tras la aplicación de sus ideas a gran escala en 1901 con una estación de alto voltaje, hoy llamada Wardenclyffe Tower, perdió los fondos y fue abandonada después de pocos años.
Se descubrió que la comunicación telegráfica usando conducción por tierra estaba limitada a distancias cortas, de la misma manera lo era la conducida a través del agua o entre trincheras durante la Primera Guerra Mundial.